# فينالي ليغوري
فينالي ليغوري (بالليغورية: O Finâ، محليًا Finô)،(باللاتينية: Finarium) هي بلدية تقع على خليج جنوة، في مقاطعة سافونا في ليغوريا، إيطاليا. وتعتبر جزءًا من الريفيرا الإيطالية. جزء من مركزها التاريخي ("فينالبورغو") هو واحد من أجمل قرى إيطاليا. 

## الجغرافيا

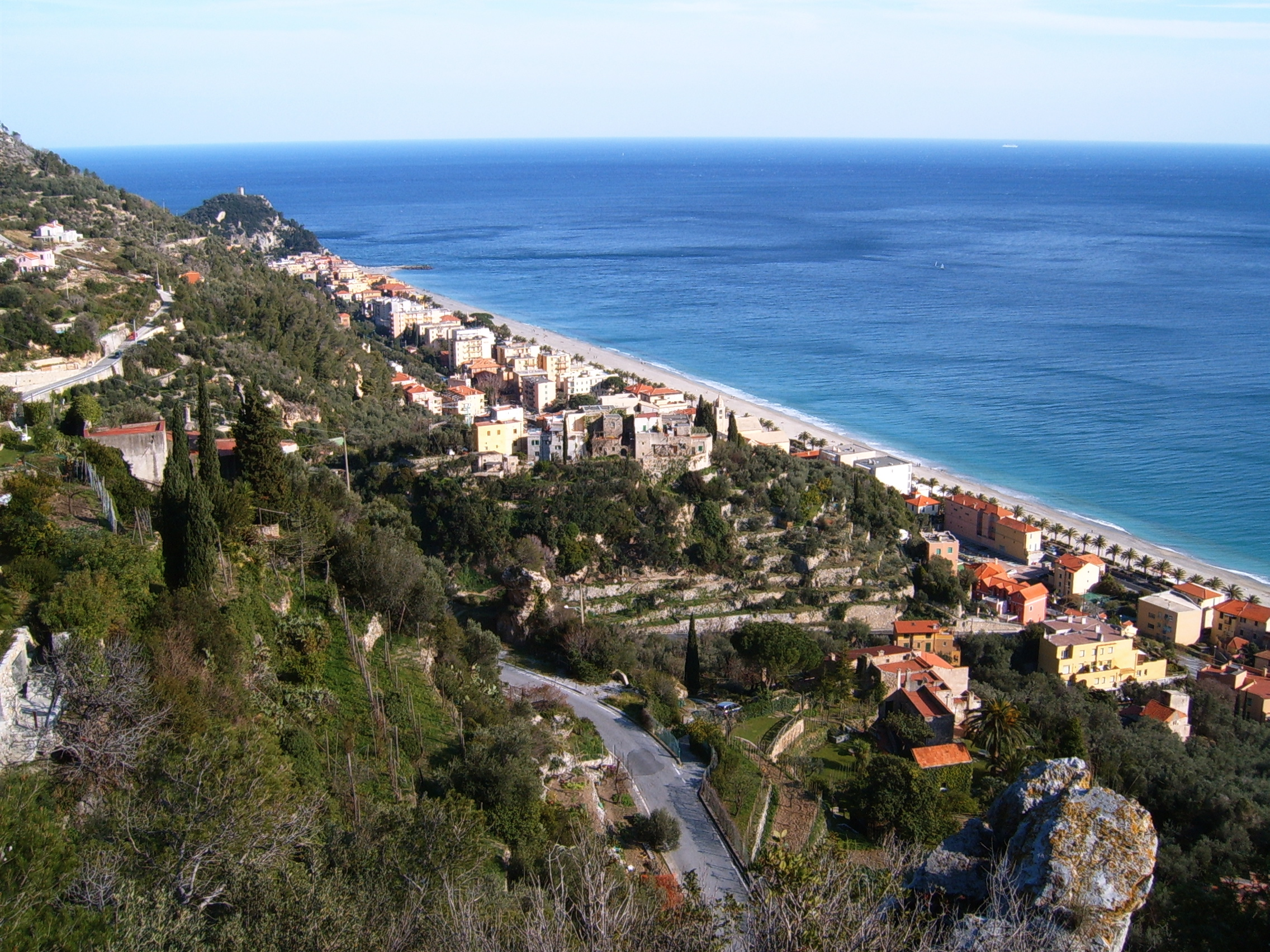
إطلالة على قرية فاريغوتي

تُعرف فينالي ليغوري بشواطئها الرملية البيضاء وإطلالاتها الخلابة. تقع مباشرة بجوار صخرة كابرازوبا، وهي جبل جيري شديد الانحدار في الجنوب الغربي، ويمتد الكثير من المدينة على المنحدرات الجبلية. المدينة تضم منطقة تجارية نابضة بالحياة، ويحيط بالكورنيش صف من أشجار النخيل.
المدينة مقسمة اسميًا إلى ثلاثة أحياء. فينالي مارينا (فينالمارينا) هي الجزء الساحلي الرئيسي والأكثر زيارة من قبل السياح، بينما فينالي بيا هو المركز التقليدي للمدينة حيث لا تزال دير البينديكتين قائمًا. فينالبورغو، الحي الثالث الواقع في الداخل، يتكون من بلدة قديمة مسورة تعود للقرون الوسطى عند التقاء مجريين.
تضم فينالي ليغوري أيضًا بعض الفرتسيوني مثل: فاريغوتي، وهي وجهة مفضلة لقضاء الإجازات الشاطئية؛ بيرتي، مع آثار رومانية وقرون وسطى؛ لي ماني، هضبة جزئيًا مغطاة بغابة الصنوبر وأدغال المتوسط؛ غورا، بلدة تطل على طريق جبلي نحو غابات الألب في ممر ميليوغنو؛ وسان برناردينو، مجموعة مبانٍ جديدة تقع على قمة التل المطل على فينالي مارينا.

## التاريخ
توجد كهوف تشير إلى استيطان البشر للمنطقة منذ العصر الحجري الحديث. خلال العصر الروماني، كانت تعرف باسم Ad Fines ("على الحدود") حيث كانت تحد بين قبيلتين رئيسيتين من قبائل الليغوريين: ساباتي في الشرق وإنتيميلي في الغرب.

## المعالم الرئيسية
- قلعة غافوني: المقر السابق لمرقصين آل كاريتو.
- قلعة سان جيوفاني: حصن إسباني من القرن السابع عشر.
- كنيسة القديس يوحنا المعمدان (1619–75).
- كنيسة سانتا ماريا دي بيا، أعيد بناؤها في 1725-28.
- كنيسة سان بياغيو، أعيد بناؤها في 1630-50.

## التوأمة
- بنالمادينا، إسبانيا
- أوشن سيتي (ماريلاند)، الولايات المتحدة الأمريكية
- كوسينو، إيطاليا
- راكالموتو، إيطاليا
- مونتيكيا دآستي، إيطاليا
- فيتوري فينيتو، إيطاليا

## معرض صور

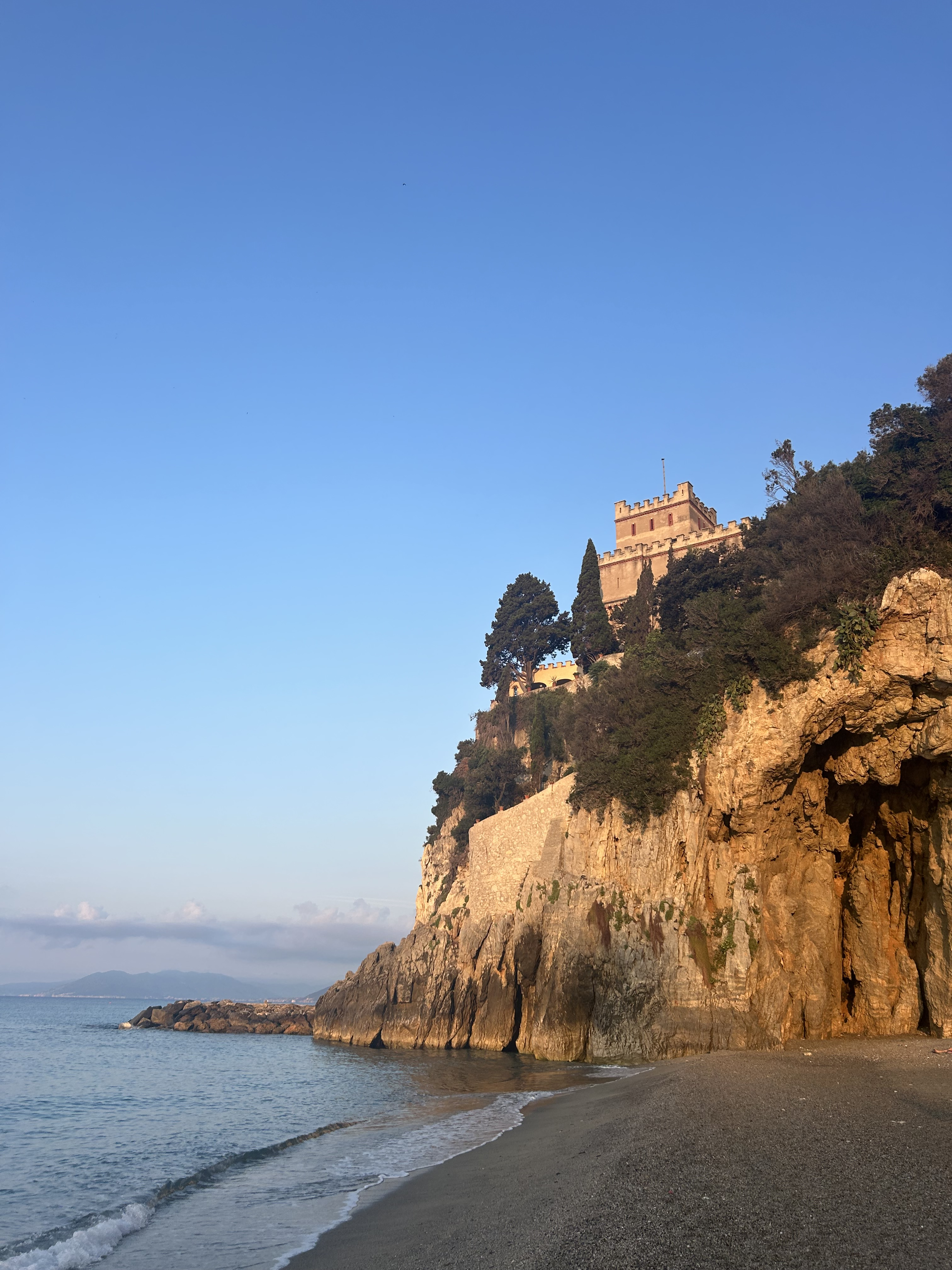
شاطئ فينال بيا
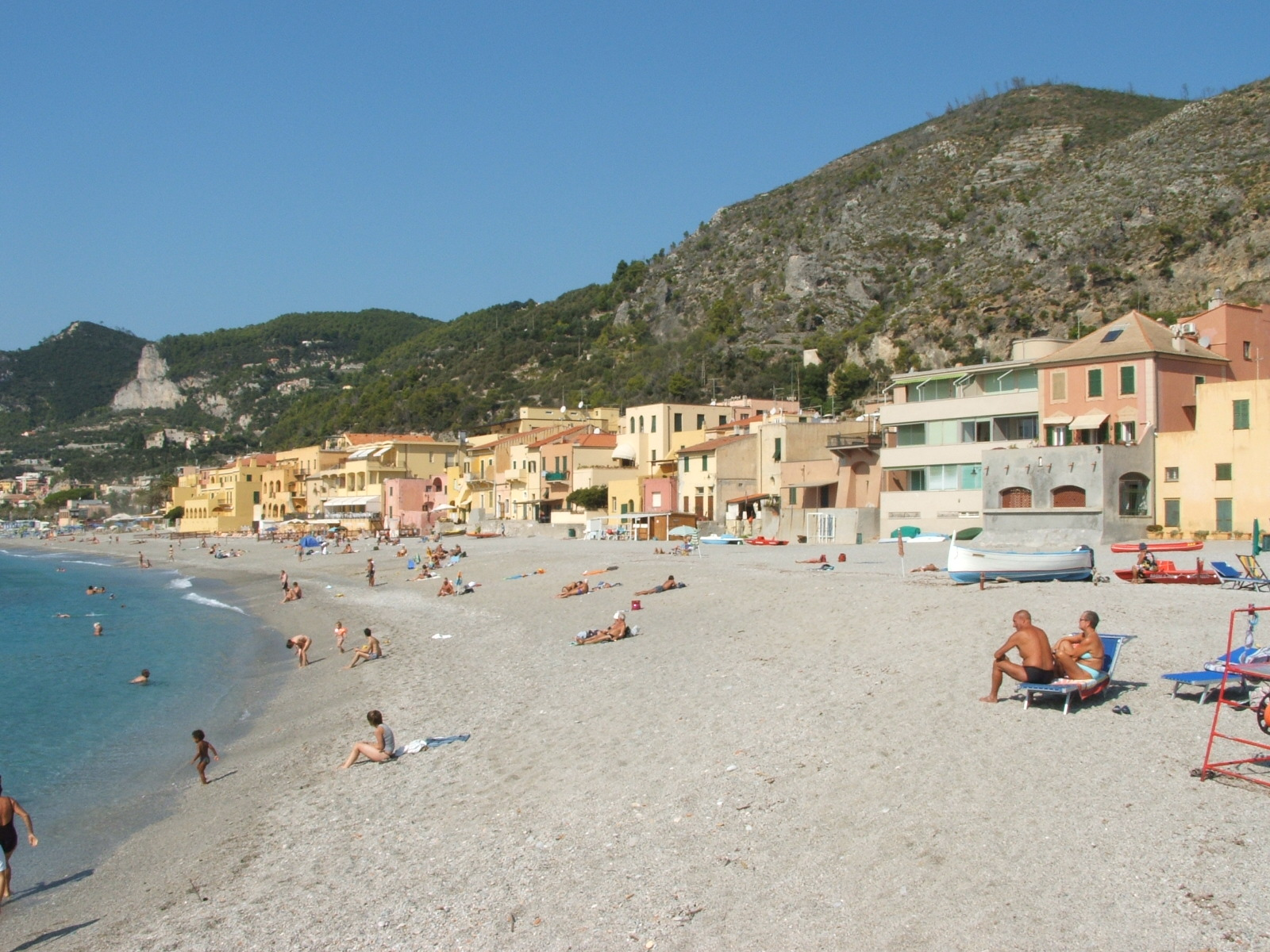
شاطئ فاريغوتي
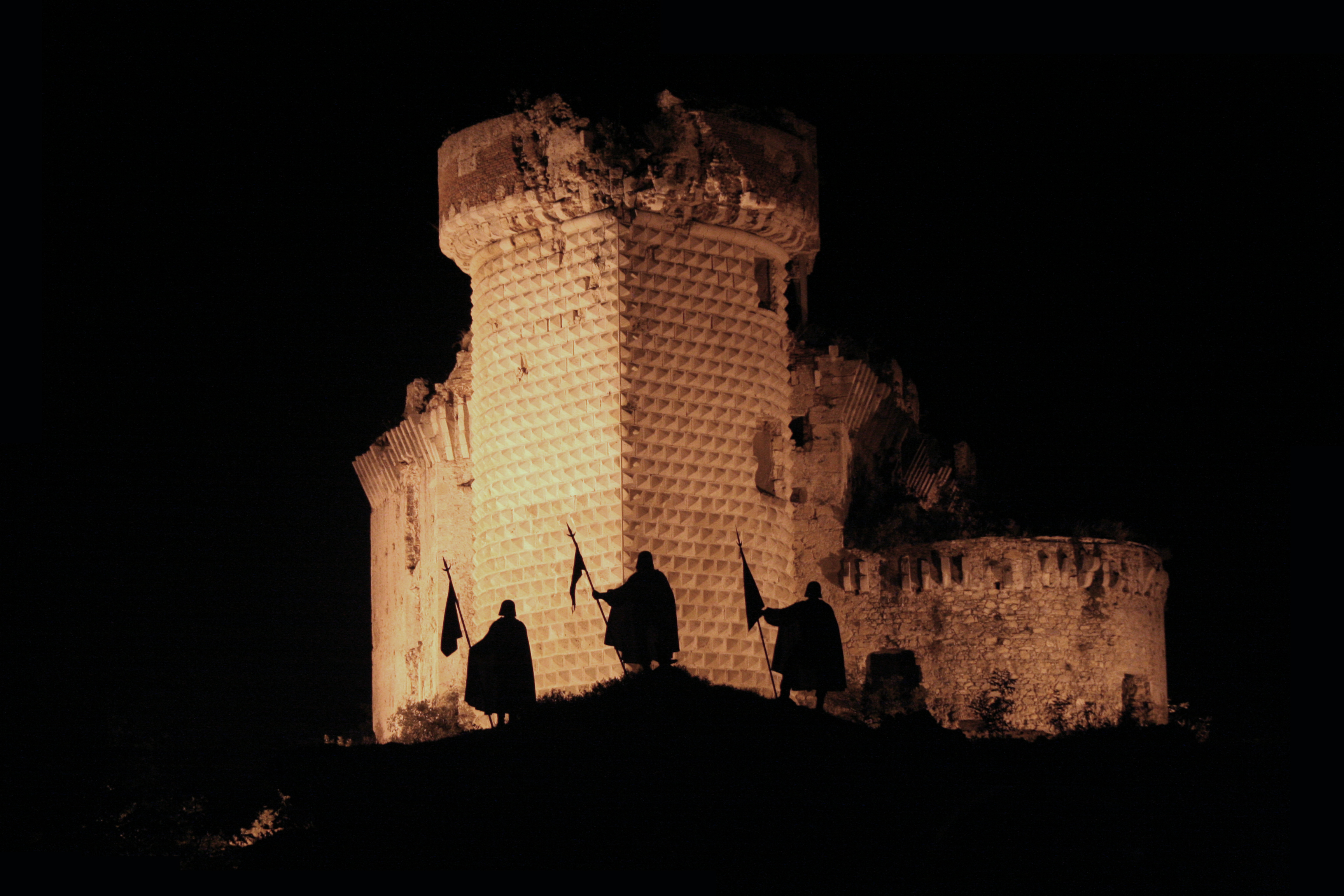
قلعة غافوني
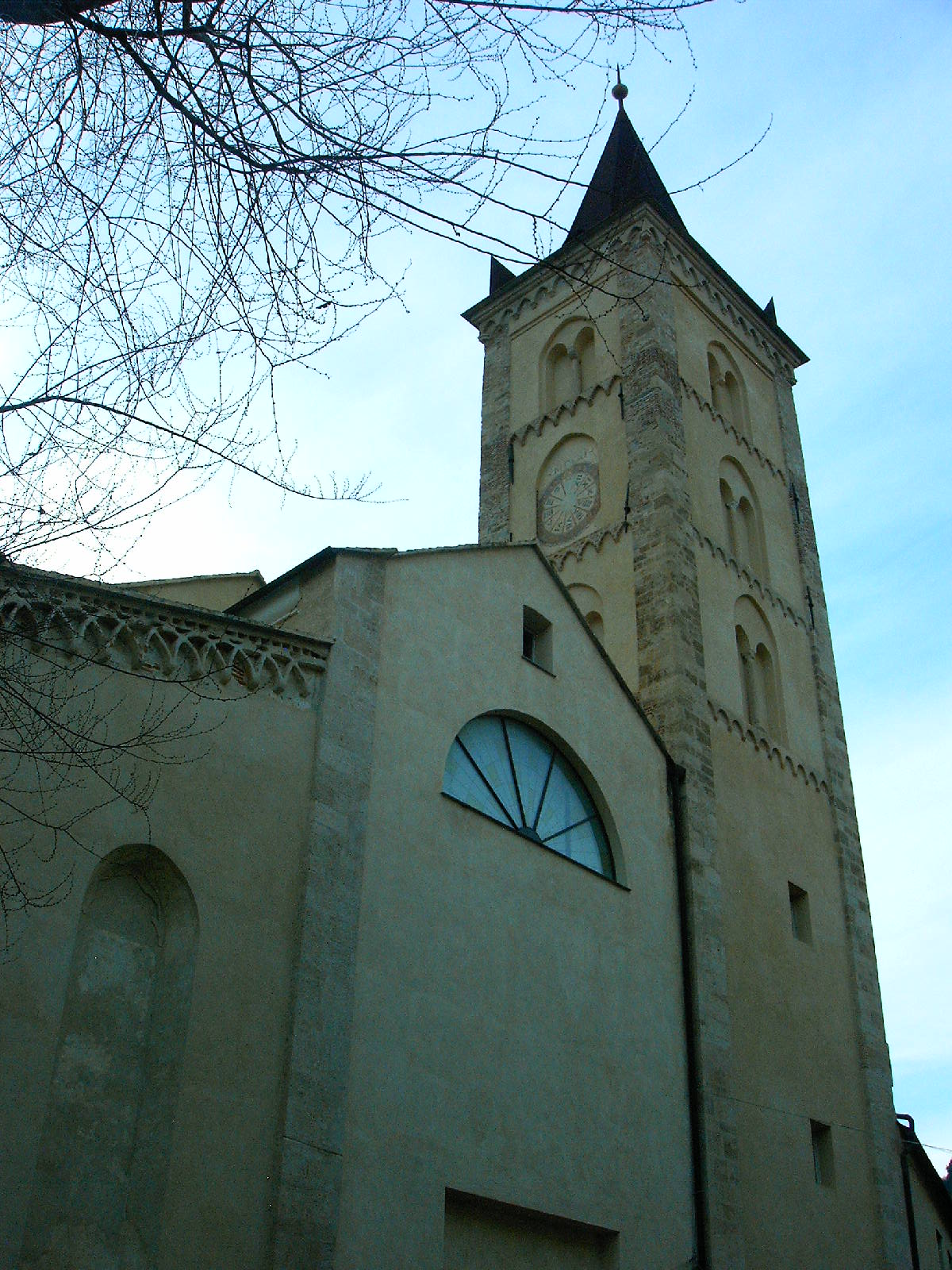
دير سانتا كاتيرينا

## روابط خارجية
- متحف فينالي ليغوري الأثري
- الموقع الرسمي لمدينة فينالي ليغوري